# ZIM (formato di file)
Lo ZIM (acronimo di Zeno IMproved) è un formato di file per la compressione dei dati, il cui scopo è quello di consultare offline materiale presente all'interno di una wiki.
È stato sviluppato a partire da Zeno, formato utilizzato per la creazione del DVD di Wikipedia in tedesco.
Una sua implementazione libera è gestita da openZIM, un progetto open source sponsorizzato dalla Wikimedia CH.
È possibile leggere i file ZIM utilizzando il lettore multipiattaforma Kiwix. Sono anche disponibili lettori per Symbian OS ed altri dispositivi portatili.